# Музей истории авиации (Кривой Рог)
Музей истории авиации — историко-авиационный музей при Криворожском авиационном колледже в городе Кривой Рог Днепропетровской области.

## История
21 апреля 1975 года ко Дню Победы был открыт музей истории гражданской авиации и трудовой славы училища. Создан на основе авиационно-технической базы по инициативе Якова Григорьевича Ракитина и трудом курсантов 1-й роты (Лисецкий, Вихров), 14-й роты (Тропачёв), 5-й роты (Бибичев В.) и 9-й роты (Арутюнов А.).
В 1978—1990 годах директором был Яков Ракитин. Директор — Иванина Нина Ивановна.
В 2019 году музей посетило 2625 человек.

## Характеристика
Музей расположен на территории Криворожского авиационного колледжа в районе Смычка в Центрально-Городском районе Кривого Рога по улице Туполева 1.
Общая площадь составляет 730 м², хранится более 4607 экспонатов, один из которых входит в государственную часть Музейного фонда Украины.
Основной зал музея оформлен в виде салона самолёта и освещает все значимые события истории авиационного колледжа. Учебное заведение трижды признавалось лучшим среди заведений гражданской авиации СССР и награждалось переходящим Красным знаменем, которое также выставлено здесь.
Второй зал посвящён Великой Отечественной войне, в нём расположена диорама «Форсирование реки Ингулец» (1985).
Ещё один зал, посвящённый столетней истории развития авиации, открыт в салоне самолёта Ту-114.
В музее действует экспозиция лётной техники под открытым небом, в которой представлено 2 вертолёта и 11 самолётов, среди которых один из трёх сохранившихся в мире Ту-114 и Ту-154Б с бортовым номером СССР-85131, участвовавший в съёмках фильма «Экипаж» (1979).
| №  | Модель  | Бортовой номер | Иллюстрация |
| -- | ------- | -------------- | ----------- |
| 1  | Ан-12   | CCCP-11344     |             |
| 2  | Ан-24Б  | CCCP-47754     |             |
| 3  | Ан-26   | CCCP-26575     |             |
| 4  | Ми-8    | СССР-11066     |             |
| 5  | Ми-8    | СССР-25275     |             |
| 6  | Ту-114  | CCCP-76485     |             |
| 7  | Ту-134  | CCCP-65615     |             |
| 8  | Ту-154Б | СССР-85040     |             |
| 9  | Ту-154Б | СССР-85131     |             |
| 10 | Ту-154Б | СССР-85149     |             |
| 11 | Як-40   | СССР-87766     |             |
| 12 | Як-40   | СССР-87773     |             |
| 13 | Як-42   | CCCP-42533     |             |